# Église Sainte-Marie de Fontcouverte
Pour les articles homonymes, voir église Sainte-Marie.
L'église Sainte-Marie de Fontcouverte est une église de style préroman située au lieu-dit Fontcouverte, à Caixas, dans le département français des Pyrénées-Orientales.

## Situation
| \| Église Sainte-Marie de Fontcouverte \| Situation par rapport aux sites préromans des Pyrénées-Orientales. |
| Église Sainte-Marie de Fontcouverte                                                                          |

## Histoire
L'église de Fontcouverte, dédiée à la Vierge, est mentionnée dès 942. 

## Architecture
Plusieurs fois remodelée à l'époque romane, l'église présente toujours, avec sa nef unique et son abside rectangulaire, son plan préroman d'origine.